# Benthesicymus laciniatus
Benthesicymus laciniatus är en kräftdjursart som beskrevs av M. J. Rathbun 1906. Benthesicymus laciniatus ingår i släktet Benthesicymus och familjen Benthesicymidae. Inga underarter finns listade i Catalogue of Life.